# Diocèse d'Arlington
Le diocèse d'Arlington (latin : Dioecesis Arlingtonensis) est un diocèse catholique des États-Unis. Il est l'un des deux diocèses de Virginie, sur la côte Est. Depuis décembre 2016, son titulaire est Mgr Michael F. Burbidge.

## Histoire
Le diocèse a été érigé canoniquement le 28 mai 1974 par le pape Paul VI,, par détachement du diocèse de Richmond, qui couvre dorénavant les 2/3 Sud de la Virginie.

## Territoire
Le diocèse d'Arlington comprend 69 paroisses situées dans les 21 comtés et villes les plus au nord de l'État de Virginie, y compris les comtés d'Arlington, Clarke, Culpeper, Fairfax, Fauquier, Frederick, King George, Lancaster, Loudoun, Madison, Northumberland, Orange, Page, Prince William, Rappahannock, Richmond, Shenandoah, Spotsylvania, Stafford, Warren et Westmoreland. Il dessert les villes d'Alexandrie, Fairfax, Falls Church, Fredericksburg, Manassas, Manassas Park et Winchester.
Le diocèse d'Arlington dessert également deux missions dans le diocèse de San Juan de la Maguana en République dominicaine : la paroisse de Bánica (église Saint-François d'Assise) et la paroisse de Pedro Santana. Ces missions sont supervisées par le bureau diocésain de la propagation de la foi.
Son siège se situe dans la cathédrale Saint-Thomas-More d'Arlington, dans le comté du même nom. La résidence épiscopale est voisine de la cathédrale.
Le diocèse appartient à la province ecclésiastique de Baltimore, qui recouvre la Virginie, la Virginie-Occidentale, le Maryland (à l'exception de 5 comtés sous la juridiction de l'archidiocèse de Washington) et le Delaware.

## Évêques

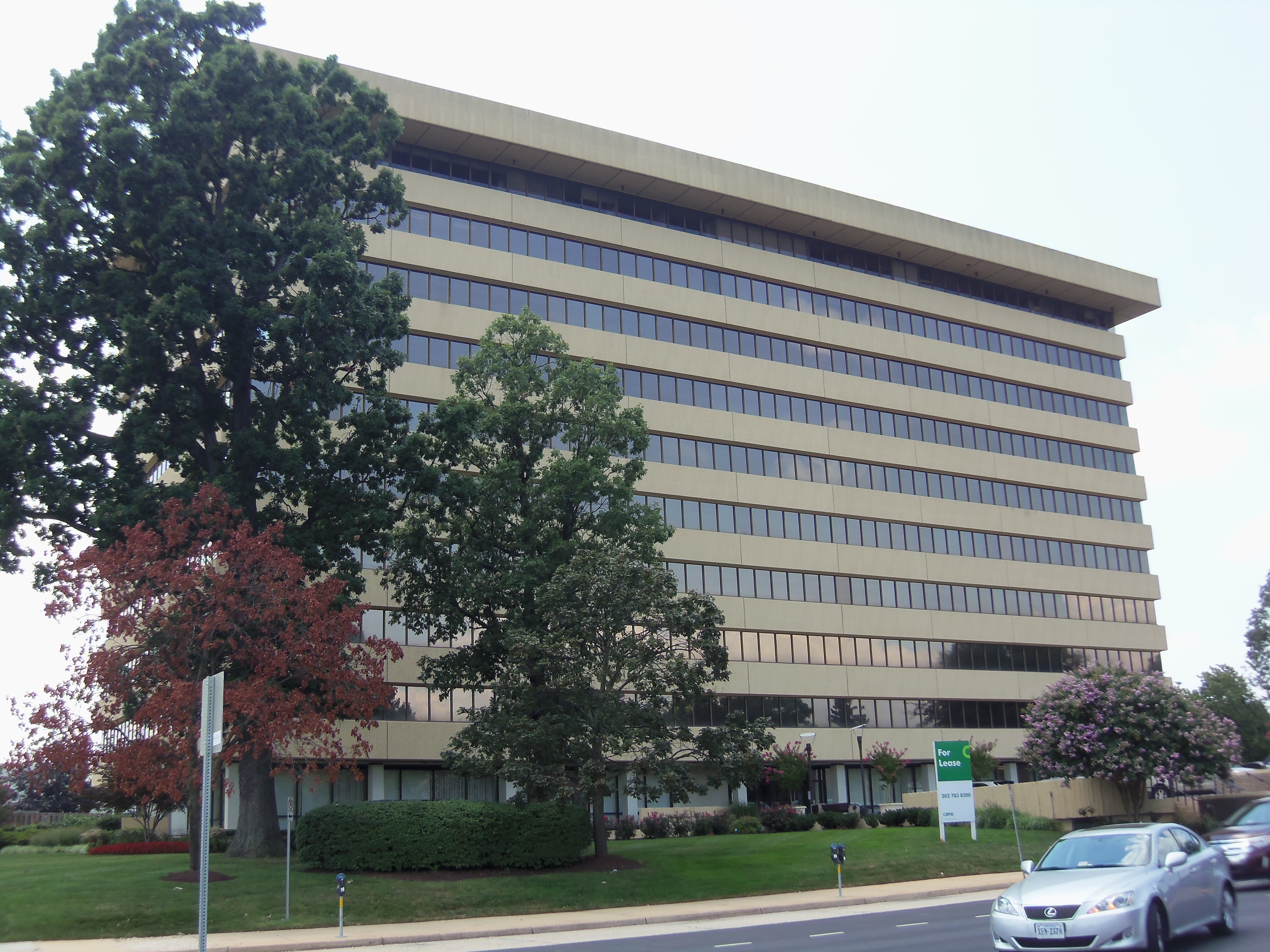
Les bureaux diocésains sont situés dans cet immeuble sur North Glebe Road.
Blason du diocèse
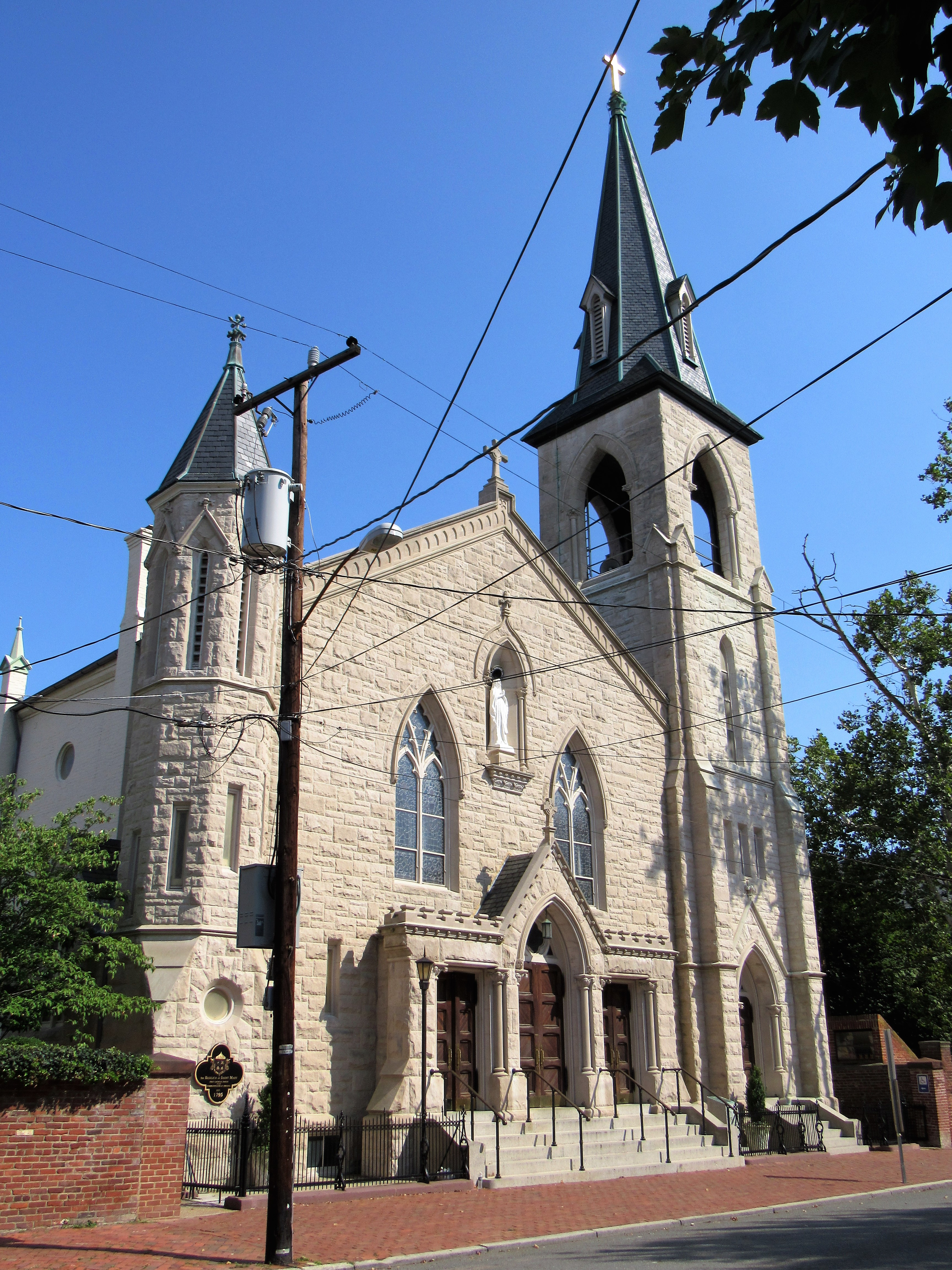
Basilique Sainte-Marie d'Alexandrie

## Abus sexuels
Le 14 février 2019, Mgr Michael F. Burbidge publie une liste de seize prêtres accusés de manière crédible d'abus sexuels dans le diocèse d'Arlington,.
En 2010, le père Felix Owino, A.J., plaide coupable de l'agression d'une fillette de 11 ans dans le comté de Fairfax. En 2011, Owino est condamné à neuf mois de prison, à cinq ans de prison avec sursis et à la possibilité d'être renvoyé dans son pays natal, le Kenya.  En 2018, Owino est expulsé hors des États-Unis,.
En mars 2020, le père Scott Asalone, originaire du New-Jersey, est arrêté pour abus sexuel sur un adolescent dans le comté de Loudoun en 1985. Le conseiller de district de Washington D.C., David Grosso, s'identifie publiquement comme la victime de d'Asalone.

## Universités catholiques
- Christendom College, Front Royal
- Université Divine Mercy, Arlington
- Université Marymount, Arlington

## Lycées catholiques
- Lycée Bishop J. J. O'Connell, Arlington
- Lycée Bishop Ireton, Alexandrie
- Lycée catholique Paul VI, Fairfax
- Lycée catholique Saint-Jean-Paul le Grand, Dumfries

## Organismes de bienfaisance catholiques du diocèse d'Arlington
Le diocèse coordonne et soutient une gamme d'activités caritatives axées sur l'aide aux personnes vulnérables, la collecte de fonds et l'éducation. Les activités sont notamment des conseils, des visites en prison et des familles d'accueil. L'archiduchesse Kathleen de Habsbourg-Lorraine est une ancienne directrice de la communications de ces organismes.

## Sources
- Andreassi, Anthony D. (2002). Marcher dans la foi: les 25 premières années. Une histoire du diocèse d'Arlington, Editions du Signe: Strasbourg.  (ISBN 2-7468-0625-8).
- Répertoire du diocèse catholique d'Arlington 2014

## Voir également